# وستمینستر (لوئیزیانا)
وستمینستر (به انگلیسی: Westminster) شهری در ایالت لوئیزیانا کشور ایالات متحده آمریکا است که جمعیت آن در سرشماری سال ۲۰۱۰ میلادی، ۳٬۰۰۸ نفر بوده‌است.